# Distretto dei Nilgiri
Il distretto dei Nilgiri è un distretto del Tamil Nadu, in India, di 764 826 abitanti. Il suo capoluogo è Udhagamandalam.